# Tomasz Marczyński
Tomasz Marczyński, född 6 mars 1984 i Krakow, Polen, är en professionell polsk tävlingscyklist. Han blev professionell med det italienska stallet Ceramica Flaminia-Bossini Docce inför 2006 och han fortsatte tillsammans med dem framför till säsongens avslutningen 2008. Han tävlade under säsongen 2009 för Miche-Silver Cross-Selle Italia. Ett år senare blev han kontrakterad av det polska stallet CCC Polsat Polkowice.
Han började träna med Krakus Swoszowice 1998 och tävlade med dem tills han gick vidare till Pacyfik Toruń 2003. Tre år senare blev han professionell med det italienska stallet Ceramica Flaminia-Bossini Docce. 
Under säsongen 2007 vann Marczyński de polska nationsmästerskapen i linjelopp framför Jacek Morajko och Robert Radosz. Ett år tidigare slutade han tvåa i tävlingen bakom Mariusz Witecki.
Tomasz Marczyński slutade trea på den schweiziska tävlingen GP Kanton Aargau Gippingen 2007 bakom John Gadret och Raffaele Ferrara. Han slutade också trea på etapp 1 av Vuelta Chihuahua Internacional bakom Javier Mejias och Filipe Duarte Cardoso Sousa.
Han vann etapp 4 av Vuelta a Asturias 2008, en tävling som han vann 43 sekunder framför spanjoren David De La Fuente. Samma år slutade han tvåa på etapp 1 av Clásica Internacional de Alcobendas y Villalba, en placering som han också hade när tävlingen avslutades. Han deltog i linjeloppen under de Olympiska sommarspelen 2008 och slutade där på 84:e plats.
Tomasz Marczyński slutade på andra plats på etapp 3 av Route du Sud bakom Christophe Riblon. I slutet av september slutade han på andra plats på etapp 2 av Tour du Gévaudan Languedoc-Roussillon bakom Laurent Mangel.

## Meriter
2003
1:a, etapp 1, Polska-Ukraina
2:a, Polska-Ukraina
2005
9:a, Trofeo Internazionale Bastianelli
2006
2:a, Polska nationsmästerskapen, linjelopp
12:a, Route du Sud
2007
1:a, Polska nationsmästerskapen, linjelopp
3:a, GP Kanton Aargau Gippingen
3:a, etapp 1, Vuelta Chihuahua Internacional
8:a, Route du Sud
10:a, GP Triberg-Schwarzwald
11:a, Brixia Tour
2008
1:a, etapp 4, Vuelta a Asturias
2:a, etapp 1, Clásica Internacional de Alcobendas y Villalba
2:a, Clásica Internacional de Alcobendas y Villalba
20:a, Tour du Haut-Var
84:a, Olympiska sommarspelen 2008, linjelopp
2009
2:a, etapp 3, Route du Sud
2:a, etapp 2, Tour du Gévaudan Languedoc-Roussillon

## Stall
- 2006-2008 Ceramica Flaminia
- 2009 Miche
- 2010- CCC Polsat Polkowice